# Хоја дел Паредон Вијехо, Ладера де Тамбор (Санто Доминго Нукса)
Хоја дел Паредон Вијехо, Ладера де Тамбор (шп. Joya del Paredón Viejo, Ladera de Tambor) насеље је у Мексику у савезној држави Оахака у општини Санто Доминго Нукса. Насеље се налази на надморској висини од 2482 м.

## Становништво
Према подацима из 2010. године у насељу је живело 10 становника.

### Хронологија
| Година       | 2000         | 2005         | 2010 |
| ------------ | ------------ | ------------ | ---- |
| Становништво | 23 (12 / 11) | 32 (17 / 15) | 10   |

### Попис
| # | Индикатор                     | Вредност |
| - | ----------------------------- | -------- |
| 1 | Укупно домаћинстава           | 2        |
| 2 | Укупно насељених домаћинстава | 2        |
| 3 | Величина локације             | 1        |